# Начало (журнал)
Начало, нелегальное издание — революционное печатное издание, выходившее нелегально в России с марта по май 1878 г.
Вышло 4 номера. Начало ставило своей задачей «заниматься преимущественно не теоретической разработкой принципиальных вопросов, а критикой явлений существующего общественного строя и освещения с точки зрения принципов социализма фактов текущей жизни».
Журнал предлагал взамен сословного государства федерацию, образованную путём свободного союза свободных общин, без всякой принудительной центральной власти. Земля и орудия производства должны составлять достояние всего народа; работник — единственный собственник продуктов своего труда. Обмен продуктов в смысле равномерного распределения их между работниками должен лежать на обязанности федеративных союзов и общин.
Начало было органом тогдашнего народничества, в котором начинался переход к политической деятельности; после прекращения «Начала» его заменил орган «Земля и Воля». Все номера «Начала», кроме прибавления к № 4, перепечатаны в сборнике Б. Базилевского: «Революционная журналистика 70-х годов» (П., 1905).